# Massacres de Drenica
 (septembre 2022).
La mise en forme du texte ne suit pas les recommandations de Wikipédia : il faut le « wikifier ».
Les points d'amélioration suivants sont les cas les plus fréquents. Le détail des points à revoir est peut-être précisé sur la page de discussion.
- Les titres sont pré-formatés par le logiciel. Ils ne sont ni en capitales, ni en gras.
- Le texte ne doit pas être écrit en capitales (les noms de famille non plus), ni en gras, ni en italique, ni en « petit »…
- Le gras n'est utilisé que pour surligner le titre de l'article dans l'introduction, une seule fois.
- L'italique est rarement utilisé : mots en langue étrangère, titres d'œuvres, noms de bateaux, etc.
- Les citations ne sont pas en italique mais en corps de texte normal. Elles sont entourées par des guillemets français : « et ».
- Les listes à puces sont à éviter, des paragraphes rédigés étant largement préférés. Les tableaux sont à réserver à la présentation de données structurées (résultats, etc.).
- Les appels de note de bas de page (petits chiffres en exposant, introduits par l'outil «  Source ») sont à placer entre la fin de phrase et le point final[comme ça].
- Les liens internes (vers d'autres articles de Wikipédia) sont à choisir avec parcimonie. Créez des liens vers des articles approfondissant le sujet. Les termes génériques sans rapport avec le sujet sont à éviter, ainsi que les répétitions de liens vers un même terme.
- Les liens externes sont à placer uniquement dans une section « Liens externes », à la fin de l'article. Ces liens sont à choisir avec parcimonie suivant les règles définies. Si un lien sert de source à l'article, son insertion dans le texte est à faire par les notes de bas de page.
- La présentation des références doit suivre les conventions bibliographiques. Il est recommandé d'utiliser les modèles {{Ouvrage}}, {{Chapitre}}, {{Article}}, {{Lien web}} et/ou {{Bibliographie}}. Le mode d'édition visuel peut mettre en forme automatiquement les références.
- Insérer une infobox (cadre d'informations à droite) n'est pas obligatoire pour parachever la mise en page.

Pour une aide détaillée, merci de consulter Aide:Wikification.
Si vous pensez que ces points ont été résolus, vous pouvez retirer ce bandeau et améliorer la mise en forme d'un autre article.
 (septembre 2022).
Si vous disposez d'ouvrages ou d'articles de référence ou si vous connaissez des sites web de qualité traitant du thème abordé ici, merci de compléter l'article en donnant les références utiles à sa vérifiabilité et en les liant à la section « Notes et références ».
 (septembre 2022).
Les massacres de Drenica (serbe : Масакри у Дреници, Masakri u Drenici, (en albanais : Masakra në Drenicë)) étaient une série de meurtres de civils albanais du Kosovo commis par les forces de police spéciales serbes [a] dans la région de Drenica au centre du Kosovo.
Selon Human Rights Watch, les abus dans la région de Drenica pendant la guerre du Kosovo de 1998 – 1999 étaient « si répandus qu'une description complète dépasse le cadre de ce rapport ». Les principales atrocités ont eu lieu entre février et mars 1998 dans le Ćirez (Qirez), Likošane et Prekaz et lors des bombardements de l'OTAN sur la Yougoslavie, de mars à juin 1999 dans les villages d'Izbica, Rezala, Poklek et Staro Čikatovo.

## Arrière plan
Drenica est une région vallonnée du centre du Kosovo habitée presque exclusivement par des Albanais de souche. Les habitants de la région ont une longue tradition de forte résistance aux puissances extérieures, qui remonte à la domination ottomane dans les Balkans. Les villages de la région de Drenica sont le berceau de l'Armée de libération du Kosovo (UCK), qui a lancé des opérations armées à Drenica en 1996. En 1997, les Albanais du Kosovo avaient commencé à qualifier Drenica de "territoire libéré" en raison de la présence de l'UCK.

## Massacres en 1998
En janvier 1998, la police spéciale serbe a lancé des opérations qui ont perquisitionné des villages de Drenica liés à l'UCK. Entre le 28 février et le 5 mars, la police a lancé plusieurs attaques de type militaire contre les villages de Ćirez, Likoshan et Prekaz, à l'aide de véhicules blindés et d'hélicoptères. Bien que l'UCK ait engagé des combats lors de ces attaques, les forces gouvernementales ont tiré sur des femmes, des enfants et d'autres non-combattants.
Le 28 février et le 1er mars, répondant aux embuscades de l'UCK contre la police, les forces spéciales ont attaqué deux villages adjacents, Ćirez et Likoshan. Ces forces comprenaient des hélicoptères, des véhicules blindés, des mortiers et des mitrailleuses qui ont été braqués sans avertissement sur des civils dans les deux villages . Au total, 24 civils ont été tués dans les massacres de Ćirez et Likošane. Moins d'une semaine plus tard, le 5 mars, la police spéciale a attaqué le village voisin de Prekaz, domicile d'Adem Jashari, le chef de l'UCK. Jashari a été tué avec toute sa famille, y compris des femmes et des enfants Les attaques et les combats qui ont suivi ont fait 83 morts parmi les villageois, dont au moins 24 femmes et enfants.
Au total, 83 Albanais du Kosovo ont été tués. Parmi les morts figuraient des personnes âgées et au moins 24 femmes et enfants. De nombreuses victimes ont été abattues à bout portant, ce qui suggérait des exécutions sommaires ; des rapports ultérieurs de témoins oculaires l'ont confirmé.
Le 3 mars 1998, quelque 50 000 personnes se sont rassemblées pour l'enterrement de 24 victimes du massacre de Drenica dans le village de Likoshan. Ces massacres ont été en partie responsables de la radicalisation de la population albanaise du Kosovo et ont contribué à solidifier l'opposition armée au régime de Belgrade. De nombreux Albanais de souche qui s'étaient engagés dans la politique non violente d'Ibrahim Rugova ont décidé de rejoindre l'UCK, en partie parce qu'ils considéraient l'insurrection armée comme le seul moyen d'accéder à l'indépendance.
Les massacres ont marqué le début de la guerre du Kosovo. Après le 28 février 1998, les combats deviennent un conflit armé. Une fois que le conflit armé a éclaté, le Tribunal pénal international pour l'ex-Yougoslavie (TPIY) est intervenu. Le 10 mars, le TPIY a proclamé que sa "compétence couvre les récentes violences au Kosovo".

## Massacres en 1999
« Three months of terror followed, as Serbian police and paramilitaries backed by the army attacked and cleared of its civilian population village after village in its efforts to destroy both the KLA and its base of support. Adult males were detained en masse and hundreds were executed. Killings were not confined to persons regarded as potential combatants. As with earlier massacres in Gornje Obrinje and Račak, women and children from the families of persons linked to the KLA were also killed. »

— Report of the Human Right Watch

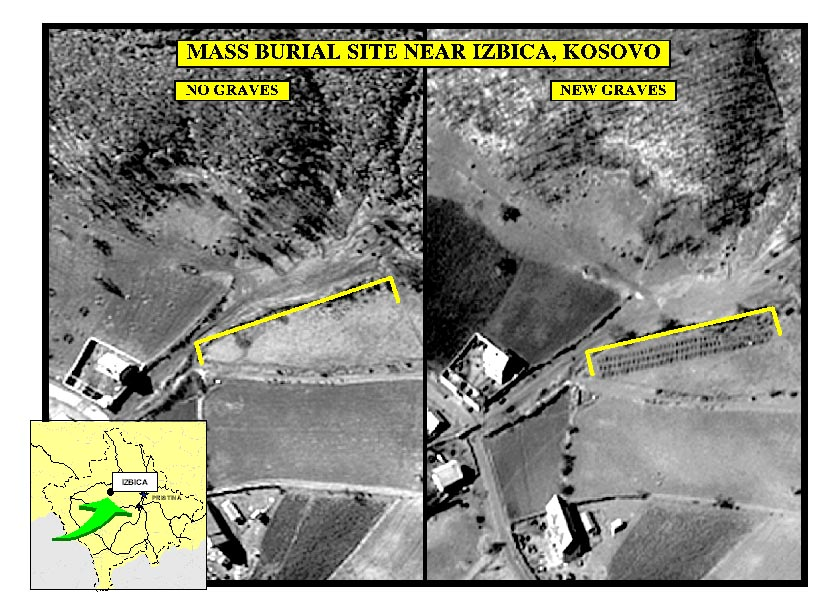
Imagerie satellite du nouveau site d'inhumation de masse du massacre d'Izbica dans la région de Drenica.

Entre le 19 mars et le 15 juin 1999, les forces gouvernementales à Drenica se sont engagées dans une campagne de nettoyage ethnique des Albanais du Kosovo qui a impliqué des exécutions sommaires et arbitraires, des détentions, des passages à tabac, des pillages et la destruction d'écoles, d'hôpitaux et d'autres biens civils.".
Glogovac (Gllogovc), une municipalité qui était un bastion de l'UCK à Drenica, a été durement touchée par cette campagne. À Stari Poklek, un village proche de Glogovac, les forces yougoslaves ont exécuté deux hommes et la famille de l'un des hommes en raison de leurs liens avec l'UCK. Sur 47 membres de la famille (dont 23 enfants de moins de quinze ans) que les forces ont tenté de tuer avec une grenade lancée dans une pièce, il y a eu six survivants. À Vrbovac, on pense que 150 personnes ont été exécutées. Des Albanais, des membres de l'UCK, des membres présumés de l'UCK et leurs familles dans d'autres villages entourant Glogovac ont également été exécutés par les forces serbes. À Glogovac, pendant cinq jours en mai, la majorité de la population a été expulsée et renvoyée vers la frontière macédonienne.
À Čikatovo, plus de 100 Albanais ont été exécutés et enterrés dans une fosse commune selon des enquêteurs sur les crimes de guerre.
Le 15 juin 1999, les forces yougoslaves se sont retirées de Glogovac à la suite d'un accord signé par l'OTAN.

## Charniers
En mai 2010, une fosse commune contenant 250 corps des massacres a été découverte dans le village de Rudnica en Serbie. Les corps ont été transférés de tombes situées à Drenica en mai ou début juin 1999.